# 第2次石破内閣
第2次石破内閣（だいにじ いしばないかく）は、衆議院議員・自由民主党総裁の石破茂が第103代内閣総理大臣に任命され、2024年（令和6年）11月11日に成立した日本の内閣。
自由民主党と公明党を与党とする連立内閣（自公連立政権）。

## 概説
2024年10月1日発足の第1次石破内閣によって同9日に衆議院が解散された。同27日に実施された第50回衆議院議員総選挙において与党であった自民党と公明党との合計議席が過半数を割り込んだが、首班指名選挙の投票先について野党各党の方針が一致しなかったため、11月11日召集の第215回特別会で実施された内閣総理大臣指名選挙において、石破茂が再び首相に指名された。このうち衆議院ではいずれの得票者も有効投票の過半数を獲得できなかったため、村山富市が選出された第129回国会以来の決選投票が実施された。11月11日夜に認証式を経て正式に内閣が発足した。
衆議院の過半数を占めていない少数与党の内閣が発足するのは、1994年の羽田内閣以来30年ぶり。
第2次石破内閣において、第50回衆議院議員総選挙で落選した公明党代表の石井啓一の後任として、公明党代表に就任した国土交通大臣の斉藤鉄夫と自身が落選した法務大臣の牧原秀樹と農林水産大臣の小里泰弘を除く、全閣僚が第1次石破内閣から再任となっている。
第27回参議院議員通常選挙において参議院においても過半数を占めない少数与党となった。参議院で少数与党となったのは野田内閣以来14年ぶり。衆参両院で少数与党となったのは羽田内閣以来31年ぶり。また、自民党が中心の政権で衆参両院において少数与党となったのは1955年の自民党結党以来初。

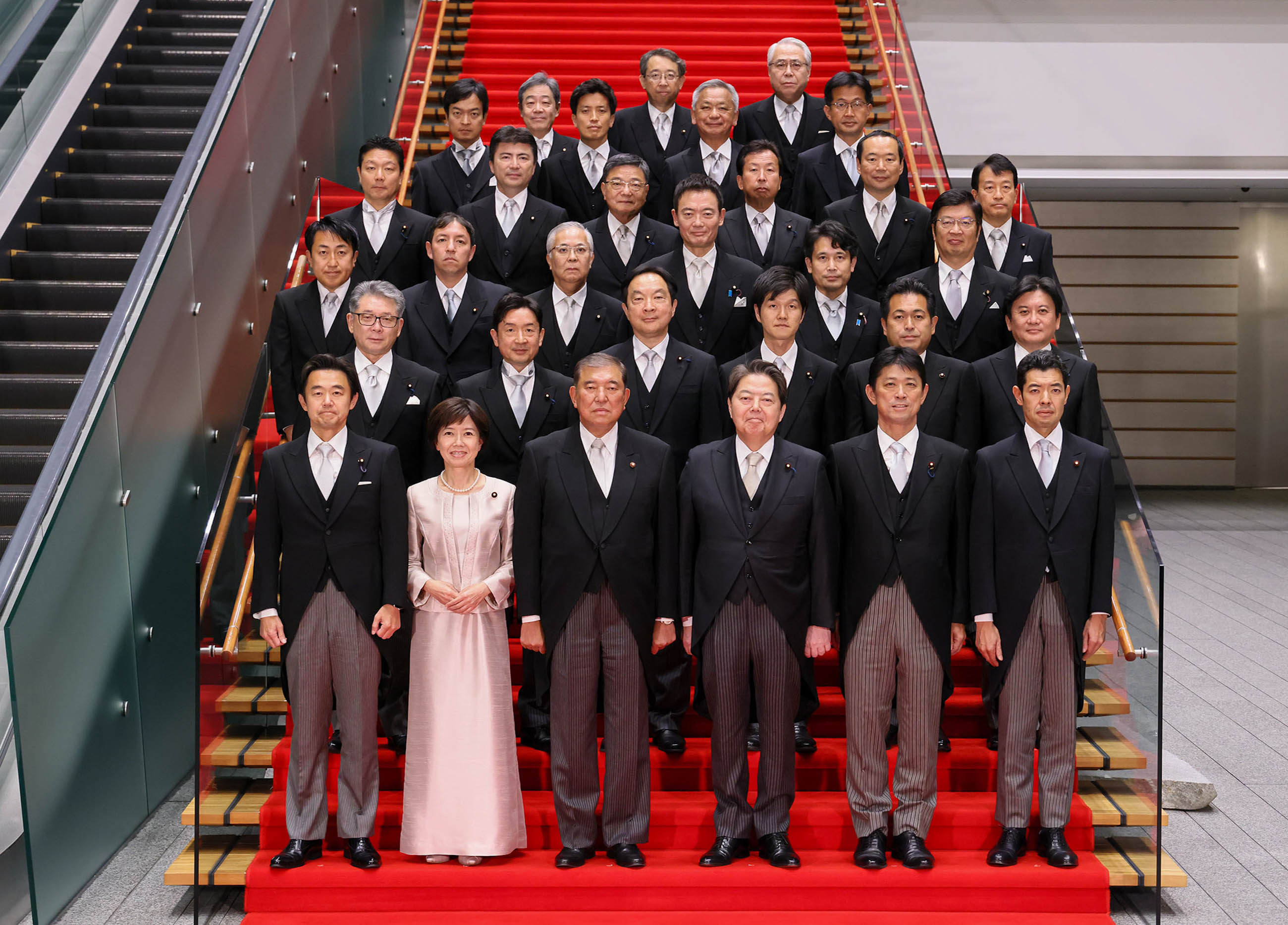
副大臣の記念撮影
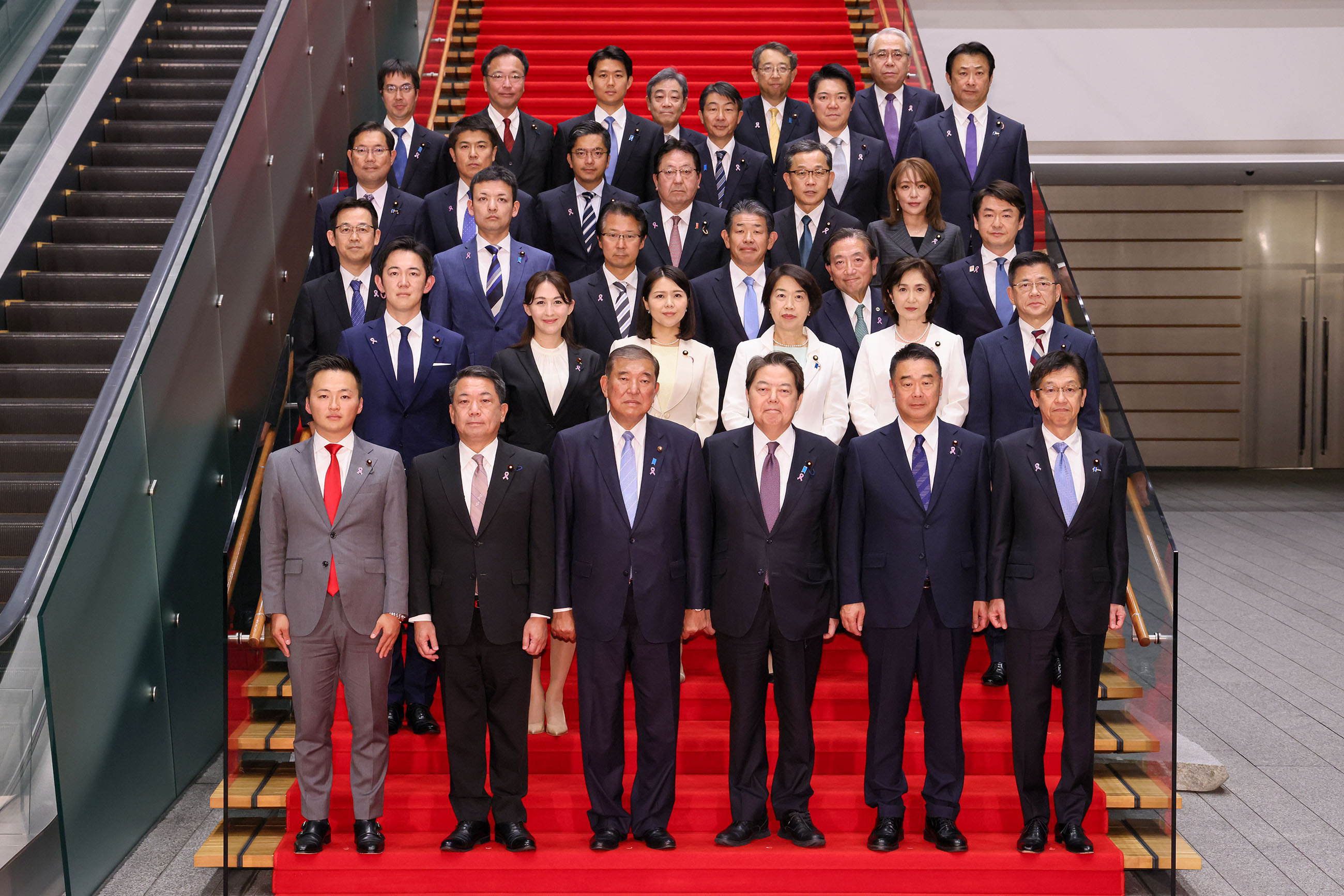
大臣政務官の記念撮影

## 内閣の顔ぶれ・人事
所属政党・出身:
  自由民主党 （無派閥）
  自由民主党（麻生派）
  自由民主党（茂木派）
  公明党   中央省庁・民間

### 国務大臣
2024年（令和6年）11月11日発足。
| 職名 | 氏名           | 画像 | 出身等                             | 特命事項等 | 備考                                                    |
| --- | -------------- | ---- | ---------------------------------- | --- | ------------------------------------------------------- |
| 内閣総理大臣                                                                                              | 石破茂         |      | 衆議院 自由民主党 （無派閥）       | | 自由民主党総裁 再任                                     |
| 総務大臣                                                                                                  | 村上誠一郎     |      | 衆議院 自由民主党 （無派閥）       | 内閣総理大臣臨時代理 就任順位第3順位                                                                                           | 再任                                                    |
| 法務大臣                                                                                                  | 鈴木馨祐       |      | 衆議院 自由民主党 （麻生派）       | | 初入閣                                                  |
| 外務大臣                                                                                                  | 岩屋毅         |      | 衆議院 自由民主党 （無派閥）       | 内閣総理大臣臨時代理 就任順位第5順位                                                                                           | 再任                                                    |
| 財務大臣 内閣府特命担当大臣 （金融）                                                                      | 加藤勝信       |      | 衆議院 自由民主党 （茂木派→無派閥) | デフレ脱却担当 内閣総理大臣臨時代理 就任順位第4順位                                                                            | 再任                                                    |
| 文部科学大臣                                                                                              | 阿部俊子       |      | 衆議院 自由民主党 （無派閥）       | | 再任                                                    |
| 厚生労働大臣                                                                                              | 福岡資麿       |      | 参議院 自由民主党 （無派閥）       | | 再任                                                    |
| 農林水産大臣                                                                                              | 江藤拓         |      | 衆議院 自由民主党 （無派閥）       | | 再入閣 2025年5月21日免                                  |
| 農林水産大臣                                                                                              | （浅尾慶一郎） |      | 参議院 自由民主党 （麻生派）       | | 臨時代理 2025年5月21日指定 2025年5月21日免 環境大臣兼任 |
| 農林水産大臣                                                                                              | 小泉進次郎     |      | 衆議院 自由民主党 （無派閥）       | | 再入閣 2025年5月21日任                                  |
| 経済産業大臣 内閣府特命担当大臣 （原子力損害賠償・ 廃炉等支援機構）                                       | 武藤容治       |      | 衆議院 自由民主党 （麻生派）       | 原子力経済被害担当 GX実行推進担当 産業競争力担当                                                                               | 再任                                                    |
| 国土交通大臣                                                                                              | 中野洋昌       |      | 衆議院 公明党                      | 水循環政策担当 国際園芸博覧会担当                                                                                              | 初入閣                                                  |
| 環境大臣 内閣府特命担当大臣 （原子力防災）                                                                | 浅尾慶一郎     |      | 参議院 自由民主党 （麻生派）       | | 再任                                                    |
| 防衛大臣                                                                                                  | 中谷元         |      | 衆議院 自由民主党 （無派閥）       | 内閣総理大臣臨時代理 就任順位第2順位                                                                                           | 再任                                                    |
| 内閣官房長官                                                                                              | 林芳正         |      | 衆議院 自由民主党 （無派閥）       | 沖縄基地負担軽減担当 拉致問題担当 内閣総理大臣臨時代理 就任順位第1順位                                                         | 再任                                                    |
| デジタル大臣 内閣府特命担当大臣 （規制改革） （サイバー安全保障）                                         | 平将明         |      | 衆議院 自由民主党 （無派閥）       | デジタル行財政改革担当 行政改革担当 国家公務員制度担当 サイバー安全保障担当                                                    | 再任                                                    |
| 復興大臣                                                                                                  | 伊藤忠彦       |      | 衆議院 自由民主党 （無派閥）       | 福島原発事故再生総括担当 | 再任                                                    |
| 国家公安委員会委員長 内閣府特命担当大臣 （防災） （海洋政策）                                             | 坂井学         |      | 衆議院 自由民主党 （無派閥）       | 国土強靭化担当 領土問題担当 | 再任                                                    |
| 内閣府特命担当大臣 （こども政策） （少子化対策） （若者活躍） （男女共同参画） （共生・共助）             | 三原じゅん子   |      | 参議院 自由民主党 （無派閥）       | 女性活躍担当 共生社会担当 | 再任                                                    |
| 内閣府特命担当大臣 （経済財政政策）                                                                       | 赤沢亮正       |      | 衆議院 自由民主党 （無派閥）       | 経済再生担当 新しい資本主義担当 賃金向上担当 スタートアップ担当 全世代型社会保障改革担当 感染症危機管理担当 防災庁設置準備担当 | 再任                                                    |
| 内閣府特命担当大臣 （クールジャパン戦略） （知的財産戦略） （科学技術政策） （宇宙政策） （経済安全保障） | 城内実         |      | 衆議院 自由民主党 （無派閥）       | 経済安全保障担当 | 再任                                                    |
| 内閣府特命担当大臣 （沖縄及び北方対策） （消費者及び食品安全） （地方創生） （アイヌ施策）                | 伊東良孝       |      | 衆議院 自由民主党 （無派閥）       | 新しい地方経済・生活環境創生担当 国際博覧会担当                                                                                | 再任                                                    |

### 内閣官房副長官、内閣法制局長官
2024年（令和6年）11月11日任命。
| 職名           | 氏名     | 画像 | 出身等                       | 備考 |
| -------------- | -------- | ---- | ---------------------------- | ---- |
| 内閣官房副長官 | 橘慶一郎 |      | 衆議院／自由民主党（無派閥） | 再任 |
| 内閣官房副長官 | 青木一彦 |      | 参議院／自由民主党（無派閥） | 再任 |
| 内閣官房副長官 | 佐藤文俊 |      | 事務担当／元総務事務次官     | 再任 |
| 内閣法制局長官 | 岩尾信行 |      | 前内閣法制次長／検察庁       | 再任 |

### 内閣総理大臣補佐官
2024年（令和6年）11月11日任命。
| 職名 | 氏名     | 画像 | 所属等                           | 備考                   |
| --- | -------- | ---- | -------------------------------- | ---------------------- |
| 内閣総理大臣補佐官 （国家安全保障に関する重要政策 及び核軍縮・不拡散問題担当）                                | 長島昭久 |      | 衆議院／自由民主党（無派閥）     | 再任                   |
| 内閣総理大臣補佐官 （国土強靱化及び復興等の社会資本整備 並びに科学技術イノベーション政策 その他特命事項担当） | 森昌文   |      | 民間                             | 再任                   |
| 内閣総理大臣補佐官 （賃金・雇用担当）                                                                         | 矢田稚子 |      | 民間（元参議院議員／国民民主党） | 再任 2025年3月31日退任 |

### 副大臣
2024年（令和6年）11月13日任命。
| 職名           | 氏名       | 出身等                            | 備考                       |
| -------------- | ---------- | --------------------------------- | -------------------------- |
| デジタル副大臣 | 穂坂泰     | 衆議院／自由民主党（無派閥）      | 内閣府副大臣兼任           |
| 復興副大臣     | 輿水恵一   | 衆議院／公明党                    |                            |
| 復興副大臣     | 鈴木憲和   | 衆議院／自由民主党（茂木派）      |                            |
| 復興副大臣     | 高橋克法   | 参議院／自由民主党（麻生派）      | 国土交通、内閣府副大臣兼任 |
| 内閣府副大臣   | 穂坂泰     | 衆議院／自由民主党（無派閥）      | デジタル副大臣兼任         |
| 内閣府副大臣   | 瀬戸隆一   | 衆議院／自由民主党（麻生派）      |                            |
| 内閣府副大臣   | 辻清人     | 衆議院／自由民主党（無派閥）      |                            |
| 内閣府副大臣   | 鳩山二郎   | 衆議院／自由民主党（無派閥）      |                            |
| 内閣府副大臣   | 大串正樹   | 衆議院／自由民主党（無派閥）      | 経済産業副大臣兼任         |
| 内閣府副大臣   | 古賀友一郎 | 参議院／自由民主党（無派閥）      | 経済産業副大臣兼任         |
| 内閣府副大臣   | 高橋克法   | 参議院／自由民主党（麻生派）      | 国土交通、復興副大臣兼任   |
| 内閣府副大臣   | 中田宏     | 参議院→民間／自由民主党（無派閥） | 環境副大臣兼任             |
| 内閣府副大臣   | 本田太郎   | 衆議院／自由民主党（無派閥）      | 防衛副大臣兼任             |
| 総務副大臣     | 富樫博之   | 衆議院／自由民主党（無派閥）      |                            |
| 総務副大臣     | 阿達雅志   | 参議院／自由民主党（無派閥）      |                            |
| 法務副大臣     | 高村正大   | 衆議院／自由民主党（麻生派）      |                            |
| 外務副大臣     | 藤井比早之 | 衆議院／自由民主党（無派閥）      |                            |
| 外務副大臣     | 宮路拓馬   | 衆議院／自由民主党（無派閥）      |                            |
| 財務副大臣     | 斎藤洋明   | 衆議院／自由民主党（麻生派）      |                            |
| 財務副大臣     | 横山信一   | 参議院／公明党                    |                            |
| 文部科学副大臣 | 武部新     | 衆議院／自由民主党（無派閥）      |                            |
| 文部科学副大臣 | 野中厚     | 衆議院／自由民主党（茂木派）      |                            |
| 厚生労働副大臣 | 仁木博文   | 衆議院／自由民主党（麻生派）      |                            |
| 厚生労働副大臣 | 鰐淵洋子   | 衆議院／公明党                    |                            |
| 農林水産副大臣 | 笹川博義   | 衆議院／自由民主党（茂木派）      |                            |
| 農林水産副大臣 | 滝波宏文   | 衆議院／自由民主党（無派閥）      |                            |
| 経済産業副大臣 | 大串正樹   | 衆議院／自由民主党（無派閥）      | 内閣府副大臣兼任           |
| 経済産業副大臣 | 古賀友一郎 | 参議院／自由民主党（無派閥）      | 内閣府副大臣兼任           |
| 国土交通副大臣 | 古川康     | 衆議院／自由民主党（茂木派）      |                            |
| 国土交通副大臣 | 高橋克法   | 参議院／自由民主党（麻生派）      | 復興、内閣府副大臣兼任     |
| 環境副大臣     | 小林史明   | 衆議院／自由民主党（無派閥）      |                            |
| 環境副大臣     | 中田宏     | 参議院→民間／自由民主党（無派閥） | 内閣府副大臣兼任           |
| 防衛副大臣     | 本田太郎   | 衆議院／自由民主党（無派閥）      | 内閣府副大臣兼任           |

### 大臣政務官
2024年（令和6年）11月13日任命。
| 職名               | 氏名           | 出身等                       | 備考                           |
| ------------------ | -------------- | ---------------------------- | ------------------------------ |
| デジタル大臣政務官 | 岸信千世       | 衆議院／自由民主党（無派閥） | 内閣府大臣政務官兼任           |
| 復興大臣政務官     | 今井絵理子     | 参議院／自由民主党（麻生派） | 内閣府大臣政務官兼任           |
| 復興大臣政務官     | 赤松健         | 参議院／自由民主党（無派閥） | 文部科学大臣政務官兼任         |
| 復興大臣政務官     | 竹内真二       | 参議院／公明党               | 経済産業、内閣府大臣政務官兼任 |
| 復興大臣政務官     | 国定勇人       | 衆議院／自由民主党（無派閥） | 国土交通、内閣府大臣政務官兼任 |
| 内閣府大臣政務官   | 岸信千世       | 衆議院／自由民主党（無派閥） | デジタル大臣政務官兼任         |
| 内閣府大臣政務官   | 西野太亮       | 衆議院／自由民主党（無派閥） |                                |
| 内閣府大臣政務官   | 友納理緒       | 参議院／自由民主党（無派閥） |                                |
| 内閣府大臣政務官   | 今井絵理子     | 参議院／自由民主党（麻生派） | 復興大臣政務官兼任             |
| 内閣府大臣政務官   | 加藤明良       | 参議院／自由民主党（茂木派） | 経済産業大臣政務官兼任         |
| 内閣府大臣政務官   | 竹内真二       | 参議院／公明党               | 経済産業、復興大臣政務官兼任   |
| 内閣府大臣政務官   | 国定勇人       | 衆議院／自由民主党（無派閥） | 国土交通、復興大臣政務官兼任   |
| 内閣府大臣政務官   | 勝目康         | 衆議院／自由民主党（無派閥） | 環境大臣政務官兼任             |
| 内閣府大臣政務官   | 小林一大       | 参議院／自由民主党（無派閥） | 防衛大臣政務官兼任             |
| 総務大臣政務官     | 川崎秀人       | 衆議院／自由民主党（無派閥） |                                |
| 総務大臣政務官     | 古川直季       | 衆議院／自由民主党（無派閥） |                                |
| 総務大臣政務官     | 長谷川英晴     | 参議院／自由民主党（無派閥） |                                |
| 法務大臣政務官     | 神田潤一       | 衆議院／自由民主党（無派閥） |                                |
| 外務大臣政務官     | 英利アルフィヤ | 衆議院／自由民主党（麻生派） |                                |
| 外務大臣政務官     | 松本尚         | 衆議院／自由民主党（無派閥） |                                |
| 外務大臣政務官     | 生稲晃子       | 参議院／自由民主党（無派閥） |                                |
| 財務大臣政務官     | 東国幹         | 衆議院／自由民主党（茂木派） |                                |
| 財務大臣政務官     | 土田慎         | 衆議院／自由民主党（麻生派） |                                |
| 文部科学大臣政務官 | 金城泰邦       | 衆議院／公明党               |                                |
| 文部科学大臣政務官 | 赤松健         | 参議院／自由民主党（無派閥） | 復興大臣政務官兼任             |
| 厚生労働大臣政務官 | 安藤高夫       | 衆議院／自由民主党（無派閥） |                                |
| 厚生労働大臣政務官 | 吉田真次       | 衆議院／自由民主党（無派閥） |                                |
| 農林水産大臣政務官 | 庄子賢一       | 衆議院／公明党               |                                |
| 農林水産大臣政務官 | 山本佐知子     | 参議院／自由民主党（茂木派） |                                |
| 経済産業大臣政務官 | 竹内真二       | 参議院／公明党               | 復興、内閣府大臣政務官兼任     |
| 経済産業大臣政務官 | 加藤明良       | 参議院／自由民主党（茂木派） | 内閣府大臣政務官兼任           |
| 国土交通大臣政務官 | 高見康裕       | 衆議院／自由民主党（茂木派） |                                |
| 国土交通大臣政務官 | 吉井章         | 参議院／自由民主党（無派閥） |                                |
| 国土交通大臣政務官 | 国定勇人       | 衆議院／自由民主党（無派閥） | 復興、内閣府大臣政務官兼任     |
| 環境大臣政務官     | 五十嵐清       | 衆議院／自由民主党（茂木派） |                                |
| 環境大臣政務官     | 勝目康         | 衆議院／自由民主党（無派閥） | 内閣府大臣政務官兼任           |
| 防衛大臣政務官     | 金子容三       | 衆議院／自由民主党（無派閥） |                                |
| 防衛大臣政務官     | 小林一大       | 参議院／自由民主党（無派閥） | 内閣府大臣政務官兼任           |

## 首班指名選挙
| 内閣総理大臣指名選挙：衆議院 |            |              |           |           |
| 氏名                         | 氏名       | 所属政党     | 得票数    | 決選投票  |
|                              | 石破茂     | 自由民主党   | 221 / 465 | 221 / 465 |
|                              | 野田佳彦   | 立憲民主党   | 151 / 465 | 160 / 465 |
|                              | 馬場伸幸   | 日本維新の会 | 38 / 465  |           |
|                              | 玉木雄一郎 | 国民民主党   | 28 / 465  |           |
|                              | 山本太郎   | れいわ新選組 | 9 / 465   |           |
|                              | 田村智子   | 日本共産党   | 8 / 465   |           |
|                              | 吉良州司   | 無所属       | 4 / 465   |           |
|                              | 神谷宗幣   | 参政党       | 3 / 465   |           |
|                              | 河村たかし | 日本保守党   | 3 / 465   |           |
|                              | 無効票     |              |           | 84 / 465  |

| 内閣総理大臣指名選挙：参議院 |            |              |           |
| 氏名                         | 氏名       | 所属政党     | 得票数    |
|                              | 石破茂     | 自由民主党   | 142 / 242 |
|                              | 野田佳彦   | 立憲民主党   | 46 / 242  |
|                              | 馬場伸幸   | 日本維新の会 | 18 / 242  |
|                              | 玉木雄一郎 | 国民民主党   | 11 / 242  |
|                              | 田村智子   | 日本共産党   | 11 / 242  |
|                              | 山本太郎   | れいわ新選組 | 5 / 242   |
|                              | 伊藤孝恵   | 国民民主党   | 1 / 242   |
|                              | 神谷宗幣   | 参政党       | 1 / 242   |
|                              | 末松信介   | 自由民主党   | 1 / 242   |
|                              | 吉良州司   | 無所属       | 1 / 242   |
|                              | 茂木敏充   | 自由民主党   | 1 / 242   |
|                              | 白票       |              | 1 / 242   |

## 勢力早見表
| 名称   | 勢力 | 国務大臣 | 副大臣 | 政務官 | 補佐官 | その他 |
| ------ | ---- | -------- | ------ | ------ | ------ | --- |
| 無派閥 | 226  | 15       | 14     | 17     | 1      | 自由民主党総裁、副総裁、幹事長、政務調査会長、選挙対策委員長、参議院幹事長、国会対策委員長、幹事長代行、参議院議長 |
| 麻生派 | 45   | 3        | 5      | 3      | 0      | 総務会長、最高顧問、参議院議員会長                                                                                 |
| 茂木派 | 40   | 1        | 4      | 5      | 0      | 衆議院議長 |
| 公明党 | 51   | 1        | 3      | 3      | 0      | |
| 民間   | /    | 0        | 0      | /      | 2      | |
| 計     | 362  | 20       | 26     | 28     | 3      | |

※慣例により派閥離脱中である衆議院議長の額賀福志郎（茂木派）、党幹部を派閥所属議員に含む。
※無派閥に院内会派「自由民主党・無所属の会」に所属する無所属の世耕弘成、平沢勝栄、西村康稔、萩生田光一、広瀬健、三反園訓を含む。

## 内閣の動き
2024年11月11日、第二次石破内閣が発足。
前内閣からほとんどの閣僚が再任されたが、第50回衆議院総選挙の結果を受け、3閣僚が交代した。同選挙で落選した牧原秀樹法務大臣と小里泰弘農林水産大臣の後任として鈴木馨祐と江藤拓を起用した。
また、公明党代表に就任した斉藤鉄夫国土交通大臣の後任には中野洋昌が起用された。これら3閣僚の人事は政権発足前から既に固まっていた。また、内閣発足時には、閣僚全員が50代以上で、40代以下の閣僚が1人もいないという、近年では珍しい現象が起きていたが、牧原の後任にあてた鈴木と、斉藤の後任にあてた中野はそれぞれ40代であったことから、40代以下の閣僚が居ない事態は、1ヶ月半程度で解消された。また、閣僚の平均年齢も少し若返っている。
2025年4月8日、米トランプ政権の関税への対応をめぐり、米側との交渉に当たる担当閣僚に赤沢亮正経済再生担当大臣を起用することを決めた。
2025年5月18日、江藤拓農林水産大臣が佐賀県内での政治資金パーティーで「コメは買ったことない 売るほどある」などと発言した。同発言は米価高騰に苦しむ国民を馬鹿にしているとして批判が集まった。同月21日、江藤は同発言を発端とした混乱の責任を取る形で石破首相に辞表を提出、受理された。同日、後任に小泉進次郎が就任した。江藤の辞任から小泉の就任までの間、環境大臣の浅尾慶一郎が農林水産大臣の臨時代理を兼任した。